# Ruigvoetspringmuis
De ruigvoetspringmuis (Dipus sagitta) is een zoogdier uit de familie van de jerboa's (Dipodidae). De wetenschappelijke naam van de soort werd voor het eerst geldig gepubliceerd door Peter Simon Pallas in 1773.
Hij komt voor van de Kaukasus tot in het noorden van China. De lichaamslengte is ongeveer 12 centimeter. Zijn staart, die getooid is met een langer behaarde pluim op het uiteinde, is langer dan het lichaam. Zoals bij de meeste springmuizen, leeft ook de ruigvoetspringmuis in een zelfgemaakt hol dat tot anderhalve meter diep ligt. De draagtijd is krap een maand en de gemiddelde nestgrootte is 3 jongen. Een ruigvoetspringmuisvrouwtje kan meerdere nesten per jaar grootbrengen.